# Liste der Berliner U-Bahnhöfe

Liniennetzplan des Berliner U-Bahn-Netzes

Diese Liste behandelt die U-Bahnhöfe der U-Bahn Berlin; aufgelistet sind alle derzeit bestehenden Bahnhöfe sowie die 1945, 1959 und 2020 aufgegebenen Stationen Osthafen, Nürnberger Platz und Französische Straße. Alle Bahnhöfe der Linien U1 bis U4 sind Kleinprofilbahnhöfe, alle Bahnhöfe der Linien U5 bis U9 sind Großprofilbahnhöfe (siehe auch Berliner U-Bahn-Lichtraumprofile).
Das Netz der Berliner U-Bahn umfasst derzeit 175 Stationen. Da die Berliner Verkehrsbetriebe jeder Station auf eigener Ebene ein eigenes betriebsinternes Kürzel zuordnet, handelt es sich nach offizieller Zählung um insgesamt 195 Stationen. Zählt man die Stationen Jungfernheide und Schloßstraße doppelt, die zwei Ebenen besitzen und ursprünglich für zwei Linien ausgelegt waren, ergeben sich 197 Stationen.
Von den 97 Ortsteilen Berlins sind insgesamt 35 an das U-Bahn-Netz angeschlossen. Die meisten Stationen befinden sich in den Ortsteilen Mitte (24 Stationen), Kreuzberg (16 Stationen) und Charlottenburg (13 Stationen). Die Ortsteile Kaulsdorf, Rudow und das Hansaviertel sind an lediglich eine Station angeschlossen.
Auf die insgesamt neun Linien der U-Bahn sind diese folgendermaßen verteilt (Umsteigestationen werden doppelt gezählt, Stationen auf zwei Ebenen einfach):
| Linie | Anzahl Stationen | Länge   | Abstand (∅) | ältester Streckenabschnitt | jüngste Erweiterung |
| ----- | ---------------- | ------- | ----------- | -------------------------- | ------------------- |
| U1    | 13               | 08,8 km | 733 m       | 18. Feb. 1902              | 28. Aug. 1961       |
| U2    | 29               | 20,7 km | 739 m       | 18. Feb. 1902              | 16. Aug. 2000       |
| U3    | 24               | 19,7 km | 857 m       | 12. Okt. 1913              | 8. Mai 1961         |
| U4    | 05               | 02,9 km | 725 m       | 1. Dez. 1910               |                     |
| U5    | 26               | 22,4 km | 896 m       | 21. Dez. 1930              | 4. Dez. 2020        |
| U6    | 29               | 19,9 km | 711 m       | 30. Jan. 1923              | 28. Feb. 1966       |
| U7    | 40               | 31,8 km | 815 m       | 19. Apr. 1924              | 1. Okt. 1984        |
| U8    | 24               | 18,0 km | 783 m       | 17. Juli 1927              | 13. Juli 1996       |
| U9    | 18               | 12,4 km | 729 m       | 28. Aug. 1961              | 30. Apr. 1976       |

Die Liste ist folgendermaßen aufgebaut:
- Bahnhof: Name des U-Bahnhofs
- Kürzel: das BVG-interne Kürzel; Bahnsteige auf unterschiedlichen Ebenen haben jeweils eigene Kürzel
- Karte: Koordinaten der Bahnhofslage (Link auf eine Landkarte)
- Linie: U-Bahn-Linie, die den Bahnhof bedient; halten mehrere Linien an einem Bahnsteig, werden diese zusammengefasst, ansonsten nach Bahnsteig getrennt
- Eröffnung: erstmalige Eröffnung des Bahnhofs für den öffentlichen Personenverkehr
- Lage: Lage des Bahnhofs (Tunnellage, Dammlage, Viadukt, Einschnitt oder Plan)
- Ortsteil: Ortsteil, in der sich die Station befindet
- Umstieg: Umsteigemöglichkeit(en) zum Fernverkehr , Regionalverkehr  der Deutschen Bahn oder privater Bahnunternehmen, zur Berliner S-Bahn
- Denkmal: es besteht Denkmalschutz mit Eintrag in der Denkmalliste des Landesdenkmalamt Berlin
- Anmerkungen: Anmerkungen zum U-Bahnhof über eventuelle Stilllegungen, anliegende Werkstätten, Umbenennungen o. ä.
- Sehenswürdigkeiten: Sehenswürdigkeiten in der näheren Umgebung
- Bild: Bild des Bahnhofs, i. d. R. des Bahnsteigs

Die drei rot unterlegten Stationen sind geschlossen.

## Stationen
| Bahnhof                                | Kürzel | Karte                        | Linie        | Eröffnung     | Lage         | Ortsteil            | Umstieg                              | Denkmal                                                           | Anmerkungen | Sehenswürdigkeiten | Bild                                   |
| -------------------------------------- | ------ | ---------------------------- | ------------ | ------------- | ------------ | ------------------- | ------------------------------------ | ----------------------------------------------------------------- | --- | --- | -------------------------------------- |
| Adenauerplatz                          | Ado    | 52° 29′ 59″ N, 13° 18′ 26″ O | U7           | 28. Apr. 1978 | Tunnel       | Charlottenburg      |                                      | –                                                                 | | Schaubühne am Lehniner Platz, Statue Konrad Adenauers | Adenauerplatz                          |
| Afrikanische Straße                    | Afr    | 52° 33′ 38″ N, 13° 20′ 3″ O  | U6           | 3. Mai 1956   | Tunnel       | Wedding             |                                      | –                                                                 | | Centre Français de Berlin (französisches Kulturzentrum) | Afrikanische Straße                    |
| Alexanderplatz                         | A      | 52° 31′ 17″ N, 13° 24′ 48″ O | U2           | 1. Juli 1913  | Tunnel       | Mitte               | Regionallinie · S-Bahn               | Eintrag 09011324 in der Berliner Landesdenkmalliste               | | Alexa, Fernsehturm, Haus des Lehrers, Weltzeituhr | Alexanderplatz (U2)                    |
| Alexanderplatz                         | Al     | 52° 31′ 17″ N, 13° 24′ 48″ O | U5           | 21. Dez. 1930 | Tunnel       | Mitte               | Regionallinie · S-Bahn               | Eintrag 09011324 in der Berliner Landesdenkmalliste               | | Alexa, Fernsehturm, Haus des Lehrers, Weltzeituhr | Alexanderplatz (U5)                    |
| Alexanderplatz                         | Ap     | 52° 31′ 17″ N, 13° 24′ 48″ O | U8           | 18. Apr. 1930 | Tunnel       | Mitte               | Regionallinie · S-Bahn               | Eintrag 09011324 in der Berliner Landesdenkmalliste               | 1961–1990 „Geisterbahnhof“ | Alexa, Fernsehturm, Haus des Lehrers, Weltzeituhr | Alexanderplatz (U8)                    |
| Altstadt Spandau                       | AS     | 52° 32′ 21″ N, 13° 12′ 20″ O | U7           | 1. Okt. 1984  | Tunnel       | Spandau             |                                      | Eintrag 09096870 in der Berliner Landesdenkmalliste               | | Altstadt Spandau mit St.-Nikolai-Kirche, Kolk (auch Behnitz), Wröhmännerpark mit Brauhaus Spandau                                                                         | Altstadt Spandau                       |
| Alt-Mariendorf                         | Mf     | 52° 26′ 23″ N, 13° 23′ 15″ O | U6           | 28. Feb. 1966 | Tunnel       | Mariendorf          |                                      | Eintrag 09097867 in der Berliner Landesdenkmalliste               | | Dorfkirche Mariendorf, Heidefriedhof, Volkspark Mariendorf mit Volksparkstadion, Trabrennbahn Mariendorf                                                                  | Alt-Mariendorf                         |
| Alt-Tegel                              | Tg     | 52° 35′ 22″ N, 13° 17′ 1″ O  | U6           | 31. Mai 1958  | Tunnel       | Tegel               | S-Bahn                               | Eintrag 09011835 in der Berliner Landesdenkmalliste               | 1958–1992: Tegel | Humboldt-Bibliothek, Dorfanger mit Dorfkirche Alt-Tegel | Alt-Tegel                              |
| Alt-Tempelhof                          | At     | 52° 27′ 58″ N, 13° 23′ 8″ O  | U6           | 28. Feb. 1966 | Tunnel       | Tempelhof           |                                      | Eintrag 09097865 in der Berliner Landesdenkmalliste               | | Dorfkirche Tempelhof | Alt-Tempelhof                          |
| Amrumer Straße                         | Am     | 52° 32′ 32″ N, 13° 20′ 56″ O | U9           | 28. Aug. 1961 | Tunnel       | Wedding             |                                      | –                                                                 | | Atze Musiktheater, Hochschule für Technik, Virchow-Klinikum | Amrumer Straße                         |
| Augsburger Straße                      | Au     | 52° 30′ 2″ N, 13° 20′ 11″ O  | U3           | 8. Mai 1961   | Tunnel       | Charlottenburg      |                                      | Eintrag 09096088 in der Berliner Landesdenkmalliste               | Als Ersatz für Nürnberger Platz erbaut | Femina-Palast | Augsburger Straße                      |
| Bayerischer Platz                      | Bpo    | 52° 29′ 19″ N, 13° 20′ 24″ O | U4           | 1. Dez. 1910  | Tunnel       | Schöneberg          |                                      | Eintrag 09066387 in der Berliner Landesdenkmalliste               | | HWR | Bayerischer Platz (U4)                 |
| Bayerischer Platz                      | Bpu    | 52° 29′ 19″ N, 13° 20′ 24″ O | U7           | 19. Jan. 1971 | Tunnel       | Schöneberg          |                                      | –                                                                 | | HWR | Bayerischer Platz (U7)                 |
| Berliner Straße                        | Beo    | 52° 29′ 14″ N, 13° 19′ 51″ O | U7           | 29. Jan. 1971 | Tunnel       | Wilmersdorf         |                                      | –                                                                 | | Schwedische Kirche | Berliner Straße (U7)                   |
| Berliner Straße                        | Beu    | 52° 29′ 14″ N, 13° 19′ 51″ O | U9           | 29. Jan. 1971 | Tunnel       | Wilmersdorf         |                                      | –                                                                 | | Schwedische Kirche | Berliner Straße (U9)                   |
| Bernauer Straße                        | B      | 52° 32′ 15″ N, 13° 23′ 48″ O | U8           | 18. Apr. 1930 | Tunnel       | Mitte               |                                      | Eintrag 09011286 in der Berliner Landesdenkmalliste               | 1961–1990 „Geisterbahnhof“ | Gedenkstätte Berliner Mauer | Bernauer Straße                        |
| Biesdorf-Süd                           | Bü     | 52° 29′ 59″ N, 13° 32′ 47″ O | U5           | 1. Juli 1988  | Plan         | Biesdorf            |                                      | Eintrag in die Berliner Landesdenkmalliste 2023                   | | | Biesdorf Süd                           |
| Birkenstraße                           | Bi     | 52° 31′ 56″ N, 13° 20′ 29″ O | U9           | 28. Aug. 1961 | Tunnel       | Moabit              |                                      | –                                                                 | | Stadtgarten Moabit mit erhaltenem Güterschuppen des größtenteils abgebauten ehemaligen Güterbahnhofs Moabit                                                               | Birkenstraße                           |
| Bismarckstraße                         | Bmo    | 52° 30′ 41″ N, 13° 18′ 17″ O | U2           | 28. Apr. 1978 | Tunnel       | Charlottenburg      |                                      | –                                                                 | | | Bismarckstraße (U2)                    |
| Bismarckstraße                         | Bmu    | 52° 30′ 41″ N, 13° 18′ 17″ O | U7           | 28. Apr. 1978 | Tunnel       | Charlottenburg      |                                      | –                                                                 | | | Bismarckstraße (U7)                    |
| Blaschkoallee                          | Bl     | 52° 27′ 6″ N, 13° 26′ 59″ O  | U7           | 29. Sep. 1963 | Tunnel       | Britz               |                                      | –                                                                 | | | Blaschkoallee                          |
| Blissestraße                           | Bli    | 52° 29′ 12″ N, 13° 19′ 19″ O | U7           | 29. Jan. 1971 | Tunnel       | Wilmersdorf         |                                      | –                                                                 | | Volkspark Wilmersdorf | Blissestraße                           |
| Boddinstraße                           | Bo     | 52° 28′ 46″ N, 13° 25′ 32″ O | U8           | 17. Juli 1927 | Tunnel       | Neukölln            |                                      | Eintrag 09090476 in der Berliner Landesdenkmalliste               | | | Boddinstraße                           |
| Borsigwerke                            | Bk     | 52° 34′ 55″ N, 13° 17′ 27″ O | U6           | 31. Mai 1958  | Tunnel       | Tegel               |                                      | Eintrag 09011834 in der Berliner Landesdenkmalliste               | | Borsigturm | Borsigwerke                            |
| Brandenburger Tor                      | BRT    | 52° 30′ 59″ N, 13° 22′ 51″ O | U5           | 8. Aug. 2009  | Tunnel       | Mitte               | S-Bahn                               | –                                                                 | | Brandenburger Tor, Pariser Platz, Hotel Adlon, Akademie der Künste, Denkmal für die ermordeten Juden Europas                                                              | Brandenburger Tor                      |
| Breitenbachplatz                       | Bt     | 52° 28′ 1″ N, 13° 18′ 31″ O  | U3           | 12. Okt. 1913 | Tunnel       | Dahlem              |                                      | Eintrag 09075311 in der Berliner Landesdenkmalliste               | | | Breitenbachplatz                       |
| Britz-Süd                              | Br     | 52° 26′ 16″ N, 13° 26′ 54″ O | U7           | 29. Sep. 1963 | Tunnel       | Britz               |                                      | –                                                                 | Betriebswerkstatt | | Britz-Süd                              |
| Bülowstraße                            | Bs     | 52° 29′ 51″ N, 13° 21′ 48″ O | U2           | 11. März 1902 | Viadukt      | Schöneberg          |                                      | Eintrag 09040456 in der Berliner Landesdenkmalliste               | 1972–1993 stillgelegt | | Bülowstraße                            |
| Bundesplatz                            | Bd     | 52° 28′ 44″ N, 13° 19′ 41″ O | U9           | 29. Jan. 1971 | Tunnel       | Wilmersdorf         | S-Bahn                               | –                                                                 | | | Bundesplatz                            |
| Bundestag                              | BUN    | 52° 31′ 12″ N, 13° 22′ 23″ O | U5           | 8. Aug. 2009  | Tunnel       | Tiergarten          |                                      | –                                                                 | | Reichstagsgebäude, Spreebogenpark mit Paul-Löbe-Haus und Bundeskanzleramt                                                                                                 | Bundestag                              |
| Cottbusser Platz                       | C      | 52° 32′ 2″ N, 13° 35′ 47″ O  | U5           | 1. Juli 1989  | Einschnitt   | Hellersdorf         |                                      | Eintrag in die Berliner Landesdenkmalliste 2023                   | | | Cottbusser Platz                       |
| Dahlem-Dorf                            | Dd     | 52° 27′ 27″ N, 13° 17′ 23″ O | U3           | 12. Okt. 1913 | Einschnitt   | Dahlem              |                                      | Eintrag 09075363 in der Berliner Landesdenkmalliste               | | Domäne Dahlem, Staatliche Museen Berlin-Dahlem, Freie Universität Berlin                                                                                                  | Dahlem-Dorf                            |
| Deutsche Oper                          | Obi    | 52° 30′ 43″ N, 13° 18′ 38″ O | U2           | 14. Mai 1906  | Tunnel       | Charlottenburg      |                                      | Eintrag 09096096 in der Berliner Landesdenkmalliste               | 1906–1929: Bismarckstraße 1929–1934: Städtische Oper (Bismarckstraße) 1934–1961: Deutsches Opernhaus (Bismarckstraße) 1961–1978: Deutsche Oper (Bismarckstraße) bis 1971 Abzweig zum Richard-Wagner-Platz                   | Deutsche Oper | Deutsche Oper                          |
| Eberswalder Straße                     | EB     | 52° 32′ 30″ N, 13° 24′ 44″ O | U2           | 27. Juli 1913 | Viadukt      | Prenzlauer Berg     |                                      | Eintrag 09040274 in der Berliner Landesdenkmalliste               | 1913–1950: Danziger Straße 1950–1991: Dimitroffstraße | Friedrich-Ludwig-Jahn-Sportpark, Max-Schmeling-Halle | Eberswalder Straße                     |
| Eisenacher Straße                      | Ei     | 52° 29′ 22″ N, 13° 21′ 1″ O  | U7           | 29. Jan. 1971 | Tunnel       | Schöneberg          |                                      | Eintrag 09097861 in der Berliner Landesdenkmalliste               | | | Eisenacher Straße                      |
| Elsterwerdaer Platz                    | E      | 52° 30′ 18″ N, 13° 33′ 38″ O | U5           | 1. Juli 1988  | Damm         | Biesdorf            |                                      | Eintrag in die Berliner Landesdenkmalliste 2023                   | | | Elsterwerdaer Platz                    |
| Ernst-Reuter-Platz                     | RP     | 52° 30′ 43″ N, 13° 19′ 20″ O | U2           | 14. Dez. 1902 | Tunnel       | Charlottenburg      |                                      | Eintrag 09096184 in der Berliner Landesdenkmalliste               | 1902–1953: Knie | TU Berlin, UdK Berlin, Telefunken-Hochhaus, Schillertheater | Ernst-Reuter-Platz                     |
| Fehrbelliner Platz                     | Fpo    | 52° 29′ 25″ N, 13° 18′ 51″ O | U3           | 12. Okt. 1913 | Tunnel       | Wilmersdorf         |                                      | Eintrag 09011632 in der Berliner Landesdenkmalliste               | | Friedhof Wilmersdorf, Filmarchiv des Bundesarchivs | Fehrbelliner Platz (U3)                |
| Fehrbelliner Platz                     | Fpu    | 52° 29′ 25″ N, 13° 18′ 51″ O | U7           | 29. Jan. 1971 | Tunnel       | Wilmersdorf         |                                      | Eintrag 09011632 in der Berliner Landesdenkmalliste               | | Friedhof Wilmersdorf, Filmarchiv des Bundesarchivs | Fehrbelliner Platz (U7)                |
| Frankfurter Allee                      | Ff     | 52° 30′ 54″ N, 13° 28′ 29″ O | U5           | 21. Dez. 1930 | Tunnel       | Friedrichshain      | S-Bahn                               | –                                                                 | 1937–1951: Frankfurter Allee (Ringbahn) 1951–1961: Stalinallee (Ringbahn) 1961–1970: Frankfurter Allee (Ringbahn) | | Frankfurter Allee                      |
| Frankfurter Tor                        | FT     | 52° 30′ 57″ N, 13° 27′ 15″ O | U5           | 21. Dez. 1930 | Tunnel       | Friedrichshain      |                                      | –                                                                 | 1930–1946: Petersburger Straße 1946–1958: Bersarinstraße 1958–1958: Bersarinstraße (Frankfurter Tor) 1958–1991: Frankfurter Tor 1991–1996: Rathaus Friedrichshain 1996–1996: Frankfurter Tor 1996–1998: Petersburger Straße | | Frankfurter Tor                        |
| Franz-Neumann-Platz (Am Schäfersee)    | FN     | 52° 33′ 50″ N, 13° 21′ 51″ O | U8           | 27. Apr. 1987 | Tunnel       | Reinickendorf       |                                      | –                                                                 | | |                                        |
| Französische Straße                    | Fr     | 52° 30′ 53″ N, 13° 23′ 21″ O | U6           | 30. Jan. 1923 | Tunnel       | Mitte               |                                      | Eintrag 09035322 in der Berliner Landesdenkmalliste               | 1961–1990 „Geisterbahnhof“ Am 4. Dezember 2020 durch Unter den Linden ersetzt | Gendarmenmarkt, Französischer Dom, Komische Oper, Staatsoper Unter den Linden                                                                                             | Französische Straße                    |
| Freie Universität (Thielplatz)         | T      | 52° 27′ 4″ N, 13° 16′ 55″ O  | U3           | 12. Okt. 1913 | Einschnitt   | Dahlem              |                                      | Eintrag 09075315 in der Berliner Landesdenkmalliste               | Der Thielplatz wurde nach 1945 in Thielpark umbenannt. 1913–2016: Thielplatz | FU Berlin, Thielpark, Jesus-Christus-Kirche Dahlem, Harnack-Haus | Freie Universität (Thielplatz)         |
| Friedrichsfelde                        | Fi     | 52° 30′ 22″ N, 13° 30′ 46″ O | U5           | 21. Dez. 1930 | Tunnel       | Friedrichsfelde     |                                      | –                                                                 | 1958–1970: Friedrichsfelde (Tierpark) Betriebswerkstatt | | Friedrichsfelde                        |
| Friedrichstraße                        | F      | 52° 31′ 13″ N, 13° 23′ 13″ O | U6           | 30. Jan. 1923 | Tunnel       | Mitte               | Regionallinie · S-Bahn               | Eintrag 09080415 in der Berliner Landesdenkmalliste               | 1923–1924: Bahnhof Friedrichstraße 1924–1936: Stadtbahn (Friedrichstraße) 1936–1970: Bahnhof Friedrichstraße | HU Berlin, Berliner Ensemble, Admiralspalast, Bundespresseamt, Staatsbibliothek Unter den Linden                                                                          | Friedrichstraße                        |
| Friedrich-Wilhelm-Platz                | Fw     | 52° 28′ 19″ N, 13° 19′ 43″ O | U9           | 29. Jan. 1971 | Tunnel       | Friedenau           |                                      | –                                                                 | | Kirche Zum Guten Hirten | Friedrich-Wilhelm-Platz                |
| Gesundbrunnen                          | Gb     | 52° 32′ 55″ N, 13° 22′ 23″ O | U8           | 18. Apr. 1930 | Tunnel       | Gesundbrunnen       | Fernverkehr · Regionallinie · S-Bahn | Eintrag 09030345 in der Berliner Landesdenkmalliste               | | Gesundbrunnen-Center, Volkspark Humboldthain | Gesundbrunnen                          |
| Gleisdreieck                           | Go     | 52° 29′ 54″ N, 13° 22′ 31″ O | U1 · U3      | 3. Nov. 1912  | Viadukt      | Kreuzberg           |                                      | Eintrag 09031096 in der Berliner Landesdenkmalliste               | | Deutsches Technikmuseum | Gleisdreieck (U1)                      |
| Gleisdreieck                           | Gu     | 52° 29′ 54″ N, 13° 22′ 31″ O | U2           | 3. Nov. 1912  | Viadukt      | Kreuzberg           |                                      | Eintrag 09031096 in der Berliner Landesdenkmalliste               | 1971–1993: stillgelegt 1989–1991: M-Bahn | Deutsches Technikmuseum | Gleisdreieck (U2)                      |
| Gneisenaustraße                        | Gs     | 52° 29′ 29″ N, 13° 23′ 46″ O | U7           | 19. Apr. 1924 | Tunnel       | Kreuzberg           |                                      | –                                                                 | | Passionskirche | Gneisenaustraße                        |
| Görlitzer Bahnhof                      | Gr     | 52° 29′ 57″ N, 13° 25′ 41″ O | U1 · U3      | 18. Feb. 1902 | Viadukt      | Kreuzberg           |                                      | Eintrag 09031019 in der Berliner Landesdenkmalliste               | 1902–1926: Oranienstraße 1926–1982: Görlitzer Bahnhof (Oranienstraße) | Emmauskirche | Görlitzer Bahnhof                      |
| Grenzallee                             | Gz     | 52° 27′ 48″ N, 13° 26′ 38″ O | U7           | 21. Dez. 1930 | Tunnel       | Britz               |                                      | Eintrag 09060071 in der Berliner Landesdenkmalliste               | | | Grenzallee                             |
| Güntzelstraße                          | Gt     | 52° 29′ 31″ N, 13° 19′ 51″ O | U9           | 29. Jan. 1971 | Tunnel       | Wilmersdorf         |                                      | –                                                                 | | | Güntzelstraße                          |
| Halemweg                               | Hl     | 52° 32′ 12″ N, 13° 17′ 11″ O | U7           | 1. Okt. 1980  | Tunnel       | Charlottenburg-Nord |                                      | –                                                                 | | Volkspark Jungfernheide | Halemweg                               |
| Hallesches Tor                         | Ho     | 52° 29′ 52″ N, 13° 23′ 28″ O | U1 · U3      | 18. Feb. 1902 | Viadukt      | Kreuzberg           |                                      | Eintrag 09031090 in der Berliner Landesdenkmalliste               | | Amerika-Gedenkbibliothek, Willy-Brandt-Haus, Jüdisches Museum | Hallesches Tor (U1)                    |
| Hallesches Tor                         | Hu     | 52° 29′ 52″ N, 13° 23′ 28″ O | U6           | 30. Jan. 1923 | Tunnel       | Kreuzberg           |                                      | Eintrag 09031090 in der Berliner Landesdenkmalliste               | | Amerika-Gedenkbibliothek, Willy-Brandt-Haus, Jüdisches Museum | Hallesches Tor (U6)                    |
| Hansaplatz                             | Ha     | 52° 31′ 4″ N, 13° 20′ 32″ O  | U9           | 28. Aug. 1961 | Tunnel       | Hansaviertel        |                                      | Eintrag 09050387 in der Berliner Landesdenkmalliste               | | Akademie der Künste, Musterviertel Südliches Hansaviertel, Grips-Theater, Kaiser-Friedrich-Gedächtniskirche, Großer Stern mit Siegessäule                                 | Hansaplatz                             |
| Haselhorst                             | Hs     | 52° 32′ 20″ N, 13° 13′ 58″ O | U7           | 1. Okt. 1984  | Tunnel       | Haselhorst          |                                      | Eintrag 09096870 in der Berliner Landesdenkmalliste               | | | Haselhorst                             |
| Hauptbahnhof                           | HBF    | 52° 31′ 30″ N, 13° 22′ 10″ O | U5           | 8. Aug. 2009  | Tunnel       | Moabit              | Fernverkehr · Regionallinie · S-Bahn | –                                                                 | | Bundesministerium für Wirtschaft und Klimaschutz, Bundesministerium des Innern, Bundesministerium für Bildung und Forschung, Charité, Humboldthafen, Museum für Gegenwart | Hauptbahnhof                           |
| Hausvogteiplatz                        | Hv     | 52° 30′ 47″ N, 13° 23′ 48″ O | U2           | 1. Okt. 1908  | Tunnel       | Mitte               |                                      | Eintrag 09030007 in der Berliner Landesdenkmalliste               | | Auswärtiges Amt, Bundesministerium der Justiz, Gendarmenmarkt, Friedrichswerdersche Kirche, St.-Hedwigs-Kathedrale                                                        | Hausvogteiplatz                        |
| Heidelberger Platz                     | Hb     | 52° 28′ 48″ N, 13° 18′ 43″ O | U3           | 12. Okt. 1913 | Tunnel       | Wilmersdorf         | S-Bahn                               | Eintrag 09011633 in der Berliner Landesdenkmalliste               | | | Heidelberger Platz                     |
| Heinrich-Heine-Straße                  | He     | 52° 30′ 37″ N, 13° 24′ 57″ O | U8           | 6. Apr. 1928  | Tunnel       | Mitte               |                                      | Eintrag 09035374 in der Berliner Landesdenkmalliste               | 1928–1960: Neanderstraße 1961–1990 „Geisterbahnhof“ | Evangelisch-Lutherische Kirche, Köllnischer Park, Sankt-Michael-Kirche | Heinrich-Heine-Straße                  |
| Hellersdorf                            | HD     | 52° 32′ 12″ N, 13° 36′ 23″ O | U5           | 1. Juli 1989  | Einschnitt   | Hellersdorf         |                                      | Eintrag in die Berliner Landesdenkmalliste 2023                   | | Alice-Salomon-Hochschule | Hellersdorf                            |
| Hermannplatz                           | Hpu    | 52° 29′ 14″ N, 13° 25′ 29″ O | U7           | 11. Apr. 1926 | Tunnel       | Neukölln            |                                      | Eintrag 09090436 in der Berliner Landesdenkmalliste               | | | Hermannplatz (U7)                      |
| Hermannplatz                           | Hpo    | 52° 29′ 14″ N, 13° 25′ 29″ O | U8           | 17. Juli 1927 | Tunnel       | Neukölln            |                                      | Eintrag 09090436 in der Berliner Landesdenkmalliste               | | | Hermannplatz (U8)                      |
| Hermannstraße                          | HMS    | 52° 28′ 3″ N, 13° 25′ 53″ O  | U8           | 14. Juli 1996 | Tunnel       | Neukölln            | S-Bahn                               | –                                                                 | | | Hermannstraße                          |
| Hohenzollernplatz                      | Hz     | 52° 29′ 39″ N, 13° 19′ 29″ O | U3           | 12. Okt. 1913 | Tunnel       | Wilmersdorf         |                                      | Eintrag 09011635 in der Berliner Landesdenkmalliste               | | | Hohenzollernplatz                      |
| Holzhauser Straße                      | Hh     | 52° 34′ 33″ N, 13° 17′ 46″ O | U6           | 31. Mai 1958  | Damm         | Tegel               |                                      | Eintrag 09012055 in der Berliner Landesdenkmalliste               | | JVA Tegel | Holzhauser Straße                      |
| Hönow                                  | Hö     | 52° 32′ 18″ N, 13° 38′ 2″ O  | U5           | 1. Juli 1989  | Plan         | Hellersdorf         |                                      | Eintrag in die Berliner Landesdenkmalliste 2023                   | Abstellanlage | | Hönow                                  |
| Innsbrucker Platz (Hauptstraße)        | Ip     | 52° 28′ 43″ N, 13° 20′ 38″ O | U4           | 1. Dez. 1910  | Tunnel       | Schöneberg          | S-Bahn                               | Eintrag 09066559 in der Berliner Landesdenkmalliste               | 1910–1933: Hauptstraße | Rudolph-Wilde-Park, RIAS-Funkhaus, Ceciliengärten | Innsbrucker Platz (Hauptstraße)        |
| Jakob-Kaiser-Platz                     | JK     | 52° 32′ 12″ N, 13° 17′ 36″ O | U7           | 1. Okt. 1980  | Tunnel       | Charlottenburg-Nord |                                      | –                                                                 | | Gedenkkirche Regina Maria Martyrum | Jakob-Kaiser-Platz                     |
| Jannowitzbrücke                        | Jb     | 52° 30′ 54″ N, 13° 25′ 5″ O  | U8           | 18. März 1930 | Tunnel       | Mitte               | S-Bahn                               | Eintrag 09011326 in der Berliner Landesdenkmalliste               | 1961–1989 „Geisterbahnhof“ | BVG-Zentrale | Jannowitzbrücke                        |
| Johannisthaler Chaussee (Gropiusstadt) | Jt     | 52° 25′ 46″ N, 13° 27′ 11″ O | U7           | 2. Jan. 1970  | Tunnel       | Gropiusstadt        |                                      | –                                                                 | | Gropius Passagen | Johannisthaler Chaussee (Gropiusstadt) |
| Jungfernheide                          | Jho    | 52° 31′ 51″ N, 13° 18′ 3″ O  | U7           | 1. Okt. 1980  | Tunnel       | Charlottenburg      | Regionallinie · S-Bahn               | Eintrag 09097857 in der Berliner Landesdenkmalliste               | nach Rudow | Gustav-Adolf-Kirche, Schlosspark Charlottenburg |                                        |
| Jungfernheide                          | Jhu    | 52° 31′ 51″ N, 13° 18′ 3″ O  | U7           | 1. Okt. 1980  | Tunnel       | Charlottenburg      | Regionallinie · S-Bahn               | Eintrag 09097857 in der Berliner Landesdenkmalliste               | nach Rathaus Spandau | Gustav-Adolf-Kirche, Schlosspark Charlottenburg | Jungfernheide (U7)                     |
| Kaiserdamm                             | Kd     | 52° 30′ 36″ N, 13° 16′ 56″ O | U2           | 29. März 1908 | Tunnel       | Westend             | S-Bahn                               | Eintrag 09096219 in der Berliner Landesdenkmalliste               | 1936–1967: Kaiserdamm (Messedamm) 1967–1968: Adenauerdamm (Messedamm) | ZOB Berlin, Messegelände, ICC, Funkturm, Lietzensee-Park | Kaiserdamm                             |
| Kaiserin-Augusta-Straße                | Ka     | 52° 27′ 36″ N, 13° 23′ 5″ O  | U6           | 28. Feb. 1966 | Tunnel       | Tempelhof           |                                      | –                                                                 | | Dorfkirche Tempelhof, Rathaus Tempelhof | Kaiserin-Augusta-Straße                |
| Karl-Bonhoeffer-Nervenklinik           | KB     | 52° 34′ 42″ N, 13° 19′ 53″ O | U8           | 28. Sep. 1994 | Tunnel       | Wittenau            | S-Bahn                               | –                                                                 | | Karl-Bonhoeffer-Nervenklinik | Karl-Bonhoeffer-Nervenklinik           |
| Karl-Marx-Straße                       | KM     | 52° 28′ 34″ N, 13° 26′ 21″ O | U7           | 11. Apr. 1926 | Tunnel       | Neukölln            |                                      | Eintrag 09090489 in der Berliner Landesdenkmalliste               | 1926–1946: Bergstraße | | Karl-Marx-Straße                       |
| Kaulsdorf-Nord                         | KL     | 52° 31′ 16″ N, 13° 35′ 20″ O | U5           | 1. Juli 1989  | Einschnitt   | Hellersdorf         |                                      | Eintrag in die Berliner Landesdenkmalliste 2023                   | 1989–1991: Albert-Norden-Straße | | Kaulsdorf-Nord                         |
| Kienberg (Gärten der Welt)             | GK     | 52° 31′ 43″ N, 13° 35′ 26″ O | U5           | 1. Juli 1989  | Einschnitt   | Hellersdorf         |                                      | –                                                                 | 1989–1991: Heinz-Hoffmann-Straße 1991–1996: Grottkauer Straße 1996–2016: Neue Grottkauer Straße | Internationale Gartenausstellung 2017 | Kienberg (Gärten der Welt)             |
| Kleistpark                             | Kt     | 52° 29′ 26″ N, 13° 21′ 37″ O | U7           | 29. Jan. 1971 | Tunnel       | Schöneberg          |                                      | Eintrag 09097862 in der Berliner Landesdenkmalliste               | | Heinrich-von-Kleist-Park | Kleistpark                             |
| Klosterstraße                          | Ko     | 52° 30′ 58″ N, 13° 24′ 44″ O | U2           | 1. Juli 1913  | Tunnel       | Mitte               |                                      | Eintrag 09011283 in der Berliner Landesdenkmalliste               | | Graues Kloster, Parochialkirche, Molkenmarkt, Altes Stadthaus, Stadtmauer                                                                                                 | Klosterstraße                          |
| Kochstraße (Checkpoint Charlie)        | Ks     | 52° 30′ 21″ N, 13° 23′ 26″ O | U6           | 30. Jan. 1923 | Tunnel       | Kreuzberg           |                                      | Eintrag 09010220 in der Berliner Landesdenkmalliste               | 1923–1996: Kochstraße | Checkpoint Charlie, Mauermuseum | Kochstraße (Checkpoint Charlie)        |
| Konstanzer Straße                      | Kn     | 52° 29′ 37″ N, 13° 18′ 36″ O | U7           | 28. Apr. 1978 | Tunnel       | Wilmersdorf         |                                      | Eintrag 09097860 in der Berliner Landesdenkmalliste               | | Hauptverwaltung der Deutschen Rentenversicherung | Konstanzer Straße                      |
| Kottbusser Tor                         | Kbo    | 52° 29′ 57″ N, 13° 25′ 5″ O  | U1 · U3      | 4. Aug. 1929  | Viadukt      | Kreuzberg           |                                      | Eintrag 09031103 in der Berliner Landesdenkmalliste               | ursprünglicher Bahnhof 100 Meter östlich | | Kottbusser Tor (U1)                    |
| Kottbusser Tor                         | Kbu    | 52° 29′ 57″ N, 13° 25′ 5″ O  | U8           | 12. Feb. 1928 | Tunnel       | Kreuzberg           |                                      | Eintrag 09031103 in der Berliner Landesdenkmalliste               | | | Kottbusser Tor (U8)                    |
| Krumme Lanke                           | K      | 52° 26′ 36″ N, 13° 14′ 29″ O | U3           | 22. Dez. 1929 | Einschnitt   | Zehlendorf          |                                      | Eintrag 09075623 in der Berliner Landesdenkmalliste               | Abstellanlage | | Krumme Lanke                           |
| Kurfürstendamm                         | Kfo    | 52° 30′ 15″ N, 13° 19′ 59″ O | U1           | 2. Sep. 1961  | Tunnel       | Charlottenburg      |                                      | Eintrag 09096281 in der Berliner Landesdenkmalliste               | Bahnsteige für Großprofil vorbereitet | Gedächtniskirche, Theater des Westens, Café Kranzler | Kurfürstendamm (U1)                    |
| Kurfürstendamm                         | Kfu    | 52° 30′ 15″ N, 13° 19′ 59″ O | U9           | 28. Aug. 1961 | Tunnel       | Charlottenburg      |                                      | Eintrag 09096281 in der Berliner Landesdenkmalliste               | | Gedächtniskirche, Theater des Westens, Café Kranzler | Kurfürstendamm (U9)                    |
| Kurfürstenstraße                       | Kus    | 52° 30′ 0″ N, 13° 21′ 43″ O  | U1 · U3      | 26. Okt. 1926 | Tunnel       | Tiergarten          |                                      | –                                                                 | | | Kurfürstenstraße                       |
| Kurt-Schumacher-Platz                  | Sch    | 52° 33′ 48″ N, 13° 19′ 39″ O | U6           | 3. Mai 1956   | Tunnel       | Reinickendorf       |                                      | –                                                                 | | | Kurt-Schumacher-Platz                  |
| Leinestraße                            | L      | 52° 28′ 25″ N, 13° 25′ 41″ O | U8           | 4. Aug. 1929  | Tunnel       | Neukölln            |                                      | Eintrag 09090477 in der Berliner Landesdenkmalliste               | | | Leinestraße                            |
| Leopoldplatz                           | Lpo    | 52° 32′ 47″ N, 13° 21′ 33″ O | U6           | 8. März 1923  | Tunnel       | Wedding             |                                      | –                                                                 | Ab 1961 Seitenbahnsteige | Rathaus Wedding, Alte und Neue Nazarethkirche | Leopoldplatz (U6)                      |
| Leopoldplatz                           | Lpu    | 52° 32′ 47″ N, 13° 21′ 33″ O | U9           | 28. Aug. 1961 | Tunnel       | Wedding             |                                      | –                                                                 | | Rathaus Wedding, Alte und Neue Nazarethkirche | Leopoldplatz (U9)                      |
| Lichtenberg                            | Li     | 52° 30′ 38″ N, 13° 29′ 47″ O | U5           | 21. Dez. 1930 | Tunnel       | Lichtenberg         | Fernverkehr · Regionallinie · S-Bahn | –                                                                 | 1930–1935: Lichtenberg (Zentralfriedhof) 1935–1965: Bahnhof Lichtenberg (Zentralfriedhof) | Oskar-Ziethen-Krankenhaus | Lichtenberg                            |
| Lindauer Allee                         | LD     | 52° 34′ 31″ N, 13° 20′ 21″ O | U8           | 29. Sep. 1994 | Tunnel       | Reinickendorf       |                                      | –                                                                 | | | Lindauer Allee                         |
| Lipschitzallee                         | La     | 52° 25′ 29″ N, 13° 27′ 46″ O | U7           | 2. Jan. 1970  | Tunnel       | Gropiusstadt        |                                      | –                                                                 | | Gropiushaus | Lipschitzallee                         |
| Louis-Lewin-Straße                     | LL     | 52° 32′ 20″ N, 13° 37′ 6″ O  | U5           | 1. Juli 1989  | Einschnitt   | Hellersdorf         |                                      | Eintrag in die Berliner Landesdenkmalliste 2023                   | 1989–1991: Paul-Verner-Straße | | Louis-Lewin-Straße                     |
| Magdalenenstraße                       | Md     | 52° 30′ 45″ N, 13° 29′ 11″ O | U5           | 21. Dez. 1930 | Tunnel       | Lichtenberg         |                                      | –                                                                 | | ehem. MfS-Zentrale Normannenstraße | Magdalenenstraße                       |
| Märkisches Museum                      | Mk     | 52° 30′ 43″ N, 13° 24′ 32″ O | U2           | 1. Juli 1913  | Tunnel       | Mitte               |                                      | Eintrag 09035425 in der Berliner Landesdenkmalliste               | 1913–1935: Inselbrücke | Fischerinsel, Märkisches Museum, Bärenzwinger im Köllnischen Park | Märkisches Museum                      |
| Mehringdamm                            | Me     | 52° 29′ 40″ N, 13° 23′ 19″ O | U6 · U7      | 19. Apr. 1924 | Tunnel       | Kreuzberg           |                                      | –                                                                 | 1924–1946: Belle-Alliance-Straße 1946–1947: Franz-Mehring-Straße | Amerika-Gedenkbibliothek | Mehringdamm                            |
| Mendelssohn-Bartholdy-Park             | MB     | 52° 30′ 14″ N, 13° 22′ 30″ O | U2           | 2. Okt. 1998  | Viadukt      | Kreuzberg           |                                      | –                                                                 | | Atrium Tower, Lapidarium | Mendelssohn-Bartholdy-Park             |
| Mierendorffplatz                       | Mp     | 52° 31′ 36″ N, 13° 18′ 18″ O | U7           | 1. Okt. 1980  | Tunnel       | Charlottenburg      |                                      | Eintrag 09097858 in der Berliner Landesdenkmalliste               | | |                                        |
| Möckernbrücke                          | Mo     | 52° 29′ 57″ N, 13° 22′ 59″ O | U1 · U3      | 25. März 1937 | Viadukt      | Kreuzberg           |                                      | Eintrag 09031162 in der Berliner Landesdenkmalliste               | ursprünglicher Bahnhof 1902 bis 1937 etwas westlich (näher zur namensgebenden Brücke) | Spectrum, Tempodrom | Möckernbrücke (U1)                     |
| Möckernbrücke                          | Mu     | 52° 29′ 57″ N, 13° 22′ 59″ O | U7           | 28. Feb. 1966 | Tunnel       | Kreuzberg           |                                      | Eintrag 09031162 in der Berliner Landesdenkmalliste               | | Spectrum, Tempodrom | Möckernbrücke (U7)                     |
| Mohrenstraße                           | MH     | 52° 30′ 42″ N, 13° 23′ 5″ O  | U2           | 1. Okt. 1908  | Tunnel       | Mitte               |                                      | Eintrag 09095934 in der Berliner Landesdenkmalliste               | 1908–1950: Kaiserhof 1950–1986: Thälmannplatz 1986–1991: Otto-Grotewohl-Straße | Museum für Kommunikation, Bundesrat, Bundesministerium der Finanzen | Mohrenstraße                           |
| Moritzplatz                            | Mr     | 52° 30′ 13″ N, 13° 24′ 39″ O | U8           | 6. Apr. 1928  | Tunnel       | Kreuzberg           |                                      | Eintrag 09031210 in der Berliner Landesdenkmalliste               | | | Moritzplatz                            |
| Museumsinsel                           | MUI    | 52° 31′ 3″ N, 13° 23′ 54″ O  | U5           | 9. Juli 2021  | Tunnel       | Mitte               |                                      | –                                                                 | | Humboldt-Universität, Museumsinsel, Staatsoper Unter den Linden, Zeughaus                                                                                                 | Museumsinsel                           |
| Naturkundemuseum                       | NA     | 52° 31′ 52″ N, 13° 22′ 57″ O | U6           | 30. Jan. 1923 | Tunnel       | Mitte               |                                      | Eintrag 09011090 in der Berliner Landesdenkmalliste               | 1923–1950: Stettiner Bahnhof 1950–1991: Nordbahnhof 1991–2009: Zinnowitzer Straße 1961–1990 „Geisterbahnhof“ | Museum für Naturkunde, Französischer Friedhof, Dorotheenstädtischer Friedhof                                                                                              | Naturkundemuseum                       |
| Nauener Platz                          | Np     | 52° 33′ 6″ N, 13° 22′ 3″ O   | U9           | 30. Apr. 1976 | Tunnel       | Wedding             |                                      | Eintrag 09097868 in der Berliner Landesdenkmalliste               | | | Nauener Platz                          |
| Neu-Westend                            | Nd     | 52° 30′ 56″ N, 13° 15′ 40″ O | U2           | 20. Mai 1922  | Tunnel       | Westend             |                                      | Eintrag 09096377 in der Berliner Landesdenkmalliste               | | | Neu-Westend                            |
| Neukölln (Südring)                     | Nk     | 52° 28′ 10″ N, 13° 26′ 32″ O | U7           | 21. Dez. 1930 | Tunnel       | Neukölln            | S-Bahn                               | Eintrag 09090444 in der Berliner Landesdenkmalliste               | 1962–1992: Neukölln | Dorfkern Rixdorf | Neukölln (Südring)                     |
| Nollendorfplatz                        | Nm     | 52° 29′ 58″ N, 13° 21′ 13″ O | U1 · U3 · U4 | 26. Okt. 1926 | Tunnel       | Schöneberg          |                                      | Eintrag 09040456 in der Berliner Landesdenkmalliste               | nach Warschauer Straße bzw. Innsbrucker Platz | Metropol, Winterfeldtplatz | Nollendorfplatz (U1, U3, U4)           |
| Nollendorfplatz                        | Nu     | 52° 29′ 58″ N, 13° 21′ 13″ O | U1 · U3      | 26. Okt. 1926 | Tunnel       | Schöneberg          |                                      | Eintrag 09040456 in der Berliner Landesdenkmalliste               | nach Wittenbergplatz | Metropol, Winterfeldtplatz | Nollendorfplatz (U1, U3)               |
| Nollendorfplatz                        | No     | 52° 29′ 58″ N, 13° 21′ 13″ O | U2           | 11. März 1902 | Viadukt      | Schöneberg          |                                      | Eintrag 09040456 in der Berliner Landesdenkmalliste               | 1972–1993 stillgelegt | Metropol, Winterfeldtplatz | Nollendorfplatz (U2)                   |
| Nürnberger Platz                       | Nb     | 52° 29′ 54″ N, 13° 20′ 3″ O  | U3           | 12. Okt. 1913 | Tunnel       | Wilmersdorf         |                                      | –                                                                 | wegen zu dichter Nähe zu Spichernstraße am 1. Juli 1959 geschlossen; Augsburger Straße als Ersatz | | Nollendorfplatz (U2)                   |
| Olympia-Stadion                        | Sd     | 52° 31′ 2″ N, 13° 15′ 0″ O   | U2           | 8. Juni 1913  | Einschnitt   | Westend             |                                      | Eintrag 09096404 in der Berliner Landesdenkmalliste               | 1913–1935: Stadion 1935–1950: Reichssportfeld 1992–1999: Olympia-Stadion (Ost) Betriebswerkstatt | Olympiastadion, Berliner U-Bahn-Museum, Waldbühne, Corbusierhaus | Olympia-Stadion                        |
| Onkel Toms Hütte                       | Ot     | 52° 27′ 1″ N, 13° 15′ 12″ O  | U3           | 22. Dez. 1929 | Plan         | Zehlendorf          |                                      | Eintrag 09075892 in der Berliner Landesdenkmalliste               | | | Onkel Toms Hütte                       |
| Oranienburger Tor                      | Ob     | 52° 31′ 30″ N, 13° 23′ 15″ O | U6           | 30. Jan. 1923 | Tunnel       | Mitte               |                                      | Eintrag 09055020 in der Berliner Landesdenkmalliste               | 1961–1990 „Geisterbahnhof“ | Robert Koch-Institut, Kunsthaus Tacheles, Friedrichstadt-Palast | Oranienburger Tor                      |
| Oskar-Helene-Heim                      | Os     | 52° 27′ 1″ N, 13° 16′ 11″ O  | U3           | 22. Dez. 1929 | Einschnitt   | Dahlem              |                                      | Eintrag 09075320 in der Berliner Landesdenkmalliste               | Namensgebendes Krankenhaus existiert nicht mehr. | | Oskar-Helene-Heim                      |
| Osloer Straße                          | Olu    | 52° 33′ 25″ N, 13° 22′ 24″ O | U8           | 5. Okt. 1977  | Tunnel       | Gesundbrunnen       |                                      | –                                                                 | | Jüdisches Krankenhaus |                                        |
| Osloer Straße                          | Olo    | 52° 33′ 25″ N, 13° 22′ 24″ O | U9           | 30. Apr. 1976 | Tunnel       | Gesundbrunnen       |                                      | –                                                                 | | Jüdisches Krankenhaus | Osloer Straße (U9)                     |
| Osthafen                               | St     | 52° 30′ 8″ N, 13° 26′ 47″ O  | U1           | 18. Feb. 1902 | Viadukt      | Friedrichshain      |                                      | –                                                                 | 1902–1924: Stralauer Tor nach Ende des Zweiten Weltkriegs wegen zu großer Nähe zu Warschauer Straße nicht wiederaufgebaut                                                                                                   | Oberbaumbrücke | Osthafen                               |
| Otisstraße                             | OTI    | 52° 34′ 16″ N, 13° 18′ 10″ O | U6           | 31. Mai 1958  | Damm         | Reinickendorf       |                                      | Eintrag 09012223 in der Berliner Landesdenkmalliste               | 1958–1974: Seidelstraße (Flughafen Tegel) 1974–2003: Seidelstraße | | Otisstraße                             |
| Pankow                                 | PA     | 52° 34′ 0″ N, 13° 24′ 40″ O  | U2           | 16. Sep. 2000 | Tunnel       | Pankow              | S-Bahn                               | –                                                                 | | | Pankow                                 |
| Pankstraße                             | Pk     | 52° 33′ 8″ N, 13° 22′ 53″ O  | U8           | 5. Okt. 1977  | Tunnel       | Gesundbrunnen       |                                      | Eintrag 09060113 in der Berliner Landesdenkmalliste               | Schutzraum für 3.339 Personen | | Pankstraße                             |
| Paracelsus-Bad                         | PB     | 52° 34′ 27″ N, 13° 20′ 57″ O | U8           | 27. Apr. 1987 | Tunnel       | Reinickendorf       |                                      | –                                                                 | | Alt-Reinickendorf, Weiße Stadt (Schweizer Viertel) |                                        |
| Paradestraße                           | Ps     | 52° 28′ 41″ N, 13° 23′ 10″ O | U6           | 10. Sep. 1927 | Tunnel       | Tempelhof           |                                      | –                                                                 | 1927–1937: Flughafen | | Paradestraße                           |
| Parchimer Allee                        | Pi     | 52° 26′ 41″ N, 13° 26′ 59″ O | U7           | 29. Sep. 1963 | Tunnel       | Britz               |                                      | Eintrag 09097863 in der Berliner Landesdenkmalliste               | | Hufeisensiedlung (Siedlung Britz) | Parchimer Allee                        |
| Paulsternstraße                        | P      | 52° 32′ 17″ N, 13° 14′ 52″ O | U7           | 1. Okt. 1984  | Tunnel       | Haselhorst          |                                      | Eintrag 09096870 in der Berliner Landesdenkmalliste               | | | Paulsternstraße                        |
| Platz der Luftbrücke                   | PL     | 52° 29′ 8″ N, 13° 23′ 9″ O   | U6           | 14. Feb. 1926 | Tunnel       | Kreuzberg           |                                      | Eintrag 09055089 in der Berliner Landesdenkmalliste               | 1926–1937: Kreuzberg 1937–1975: Flughafen | Luftbrückendenkmal, Flughafen Tempelhof, Polizeipräsidium, LKA Berlin | Platz der Luftbrücke                   |
| Podbielskiallee                        | Po     | 52° 27′ 51″ N, 13° 17′ 45″ O | U3           | 12. Okt. 1913 | Einschnitt   | Dahlem              |                                      | Eintrag 09075408 in der Berliner Landesdenkmalliste               | | Geheimes Staatsarchiv | Podbielskiallee                        |
| Potsdamer Platz                        | Pd     | 52° 30′ 34″ N, 13° 22′ 33″ O | U2           | 28. Sep. 1907 | Tunnel       | Mitte               | Regionallinie · S-Bahn               | Eintrag 09095936 in der Berliner Landesdenkmalliste               | 1907–1923: Leipziger Platz Ursprünglicher Bahnhof weiter südlich | Potsdamer Platz, Kollhoff-Tower, Bahntower, Bundesrat, Martin-Gropius-Bau, Abgeordnetenhaus von Berlin, Leipziger Platz mit Mall of Berlin                                | Potsdamer Platz                        |
| Prinzenstraße                          | Pr     | 52° 29′ 54″ N, 13° 24′ 21″ O | U1 · U3      | 18. Feb. 1902 | Viadukt      | Kreuzberg           |                                      | Eintrag 09031149 in der Berliner Landesdenkmalliste               | | Urbanhafen, Sommerbad Kreuzberg | Prinzenstraße                          |
| Rathaus Neukölln                       | Rk     | 52° 28′ 55″ N, 13° 25′ 59″ O | U7           | 11. Apr. 1926 | Tunnel       | Neukölln            |                                      | –                                                                 | | Rathaus Neukölln | Rathaus Neukölln                       |
| Rathaus Reinickendorf                  | RR     | 52° 35′ 18″ N, 13° 19′ 33″ O | U8           | 29. Sep. 1994 | Tunnel       | Wittenau            |                                      | –                                                                 | | Rathaus Reinickendorf | Rathaus Reinickendorf                  |
| Rathaus Schöneberg                     | RS     | 52° 28′ 59″ N, 13° 20′ 31″ O | U4           | 1. Dez. 1910  | Tunnel Plan  | Schöneberg          |                                      | Eintrag 09066561 in der Berliner Landesdenkmalliste               | 1910–1951: Stadtpark | Rathaus Schöneberg, Rudolph-Wilde-Park | Rathaus Schöneberg                     |
| Rathaus Spandau                        | RSp    | 52° 32′ 7″ N, 13° 11′ 59″ O  | U7           | 1. Okt. 1984  | Tunnel       | Spandau             | Fernverkehr · Regionallinie · S-Bahn | Eintrag 09096870 in der Berliner Landesdenkmalliste               | Übergang Bahnhof Berlin-Spandau | Rathaus Spandau, Altstadt Spandau | Rathaus Spandau                        |
| Rathaus Steglitz                       | Rzu    | 52° 27′ 22″ N, 13° 19′ 12″ O | U9           | 30. Sep. 1974 | Tunnel       | Steglitz            | S-Bahn                               | –                                                                 | | Rathaus Steglitz, Das Schloss, Steglitzer Kreisel, Matthäuskirche, Schlosspark Theater                                                                                    |                                        |
| Rehberge                               | Rb     | 52° 33′ 24″ N, 13° 20′ 28″ O | U6           | 3. Mai 1956   | Tunnel       | Wedding             |                                      | –                                                                 | | | Rehberge                               |
| Reinickendorfer Straße                 | Ri     | 52° 32′ 24″ N, 13° 22′ 13″ O | U6           | 8. März 1923  | Tunnel       | Wedding             |                                      | –                                                                 | | Bayer HealthCare Pharmaceuticals, Erika-Heß-Eisstadion | Reinickendorfer Straße                 |
| Residenzstraße                         | RE     | 52° 34′ 16″ N, 13° 21′ 38″ O | U8           | 27. Apr. 1987 | Tunnel       | Reinickendorf       |                                      | –                                                                 | | | Residenzstraße                         |
| Richard-Wagner-Platz                   | Rw     | 52° 30′ 57″ N, 13° 18′ 27″ O | U7           | 28. Apr. 1978 | Tunnel       | Charlottenburg      |                                      | Eintrag 09097859 in der Berliner Landesdenkmalliste               | 1906–1935: Wilhelmplatz 1906–1970: Kleinprofil | Rathaus Charlottenburg, Luisenkirche, Alt-Lietzow | Richard-Wagner-Platz                   |
| Rohrdamm                               | Rm     | 52° 32′ 14″ N, 13° 15′ 45″ O | U7           | 1. Okt. 1980  | Tunnel       | Siemensstadt        |                                      | Eintrag 09096870 in der Berliner Landesdenkmalliste               | | Siedlung Siemensstadt | Rohrdamm                               |
| Rosa-Luxemburg-Platz                   | Lu     | 52° 31′ 42″ N, 13° 24′ 37″ O | U2           | 27. Juli 1913 | Tunnel       | Mitte               |                                      | Eintrag 09080044 in der Berliner Landesdenkmalliste               | 1913–1934: Schönhauser Tor 1934–1945: Horst-Wessel-Platz 1945–1950: Schönhauser Tor 1950–1978: Luxemburgplatz | Volksbühne, Herz-Jesu-Kirche | Rosa-Luxemburg-Platz                   |
| Rosenthaler Platz                      | Ro     | 52° 31′ 48″ N, 13° 24′ 4″ O  | U8           | 18. Apr. 1930 | Tunnel       | Mitte               |                                      | Eintrag 09080134 in der Berliner Landesdenkmalliste               | 1961–1990 „Geisterbahnhof“ | Volkspark am Weinbergsweg | Rosenthaler Platz                      |
| Rotes Rathaus                          | RHO    | 52° 31′ 7″ N, 13° 24′ 30″ O  | U5           | 4. Dez. 2020  | Tunnel       | Mitte               |                                      | –                                                                 | | Rotes Rathaus, Fernsehturm, Marienkirche | Rotes Rathaus                          |
| Rüdesheimer Platz                      | Rd     | 52° 28′ 24″ N, 13° 18′ 52″ O | U3           | 12. Okt. 1913 | Tunnel       | Wilmersdorf         |                                      | Eintrag 09011637 in der Berliner Landesdenkmalliste               | | | Rüdesheimer Platz                      |
| Rudow                                  | R      | 52° 24′ 58″ N, 13° 29′ 43″ O | U7           | 1. Juli 1972  | Tunnel       | Rudow               |                                      | –                                                                 | | | Rudow                                  |
| Ruhleben                               | Rl     | 52° 31′ 32″ N, 13° 14′ 29″ O | U2           | 11. Dez. 1929 | Damm         | Westend             |                                      | Eintrag 09096124 in der Berliner Landesdenkmalliste               | | | Ruhleben                               |
| Samariterstraße                        | Sa     | 52° 30′ 53″ N, 13° 27′ 52″ O | U5           | 21. Dez. 1930 | Tunnel       | Friedrichshain      |                                      | Eintrag 09085405 in der Berliner Landesdenkmalliste               | | Samariterkirche | Samariterstraße                        |
| Scharnweberstraße                      | Scha   | 52° 34′ 1″ N, 13° 18′ 46″ O  | U6           | 31. Mai 1958  | Damm         | Reinickendorf       |                                      | Eintrag 09012351 in der Berliner Landesdenkmalliste               | | | Scharnweberstraße                      |
| Schillingstraße                        | Si     | 52° 31′ 13″ N, 13° 25′ 18″ O | U5           | 21. Dez. 1930 | Tunnel       | Mitte               |                                      | –                                                                 | | Café Moskau, Kino International | Schillingstraße                        |
| Schlesisches Tor                       | S      | 52° 30′ 3″ N, 13° 26′ 30″ O  | U1 · U3      | 18. Feb. 1902 | Viadukt      | Kreuzberg           |                                      | Eintrag 09040456 in der Berliner Landesdenkmalliste               | | Oberbaumbrücke | Schlesisches Tor                       |
| Schloßstraße                           | Slo    | 52° 27′ 39″ N, 13° 19′ 28″ O | U9           | 30. Sep. 1974 | Tunnel       | Steglitz            |                                      | Eintrag 09097832 in der Berliner Landesdenkmalliste               | nach Osloer Straße | Bierpinsel, Boulevard Berlin, Rosenkranz-Basilika | Schloßstraße                           |
| Schloßstraße                           | Slu    | 52° 27′ 39″ N, 13° 19′ 28″ O | U9           | 30. Sep. 1974 | Tunnel       | Steglitz            |                                      | Eintrag 09097832 in der Berliner Landesdenkmalliste               | nach Rathaus Steglitz | Bierpinsel, Boulevard Berlin, Rosenkranz-Basilika | Schloßstraße                           |
| Schönhauser Allee                      | Sh     | 52° 32′ 57″ N, 13° 24′ 58″ O | U2           | 27. Juli 1913 | Viadukt      | Prenzlauer Berg     | S-Bahn                               | Eintrag 09040276 in der Berliner Landesdenkmalliste               | 1913–1936: Nordring | Gethsemanekirche | Schönhauser Allee                      |
| Schönleinstraße                        | ST     | 52° 29′ 35″ N, 13° 25′ 19″ O | U8           | 17. Juli 1927 | Tunnel       | Kreuzberg           |                                      | Eintrag 09090508 in der Berliner Landesdenkmalliste               | 1951–1992: Kottbusser Damm | | Schönleinstraße                        |
| Schwartzkopffstraße                    | SK     | 52° 32′ 7″ N, 13° 22′ 38″ O  | U6           | 8. März 1923  | Tunnel       | Mitte               |                                      | Eintrag 09011089 in der Berliner Landesdenkmalliste               | 1951–1973: Walter-Ulbricht-Stadion 1973–1991: Stadion der Weltjugend 1961–1990 „Geisterbahnhof“ | | Schwartzkopffstraße                    |
| Seestraße                              | Se     | 52° 33′ 0″ N, 13° 21′ 10″ O  | U6           | 8. März 1923  | Tunnel       | Wedding             |                                      | –                                                                 | Hauptwerkstatt | | Seestraße                              |
| Senefelderplatz                        | Sz     | 52° 31′ 57″ N, 13° 24′ 45″ O | U2           | 27. Juli 1913 | Tunnel       | Prenzlauer Berg     |                                      | Eintrag 09055134 in der Berliner Landesdenkmalliste               | | Kollwitzplatz, Jüdischer Friedhof Schönhauser Allee, Herz-Jesu-Kirche | Senefelderplatz                        |
| Siemensdamm                            | Sie    | 52° 32′ 12″ N, 13° 16′ 32″ O | U7           | 1. Okt. 1980  | Tunnel       | Siemensstadt        |                                      | Eintrag 09096870 in der Berliner Landesdenkmalliste               | Schutzraum für 4.500 Personen | Großsiedlung Siemensstadt | Siemensdamm                            |
| Sophie-Charlotte-Platz                 | So     | 52° 30′ 39″ N, 13° 17′ 48″ O | U2           | 29. März 1908 | Tunnel       | Charlottenburg      |                                      | Eintrag 09096220 in der Berliner Landesdenkmalliste               | | | Sophie-Charlotte-Platz                 |
| Spichernstraße                         | Sno    | 52° 29′ 48″ N, 13° 19′ 52″ O | U3           | 2. Juni 1959  | Tunnel       | Wilmersdorf         |                                      | Eintrag 09011520 in der Berliner Landesdenkmalliste               | eröffnet als Spichernstraße (Bundesallee) | Carstenn-Figur, Bundeshaus, Haus der Berliner Festspiele, UdK Berlin | Spichernstraße (U3)                    |
| Spichernstraße                         | Snu    | 52° 29′ 48″ N, 13° 19′ 52″ O | U9           | 28. Aug. 1961 | Tunnel       | Wilmersdorf         |                                      | Eintrag 09011520 in der Berliner Landesdenkmalliste               | | Carstenn-Figur, Bundeshaus, Haus der Berliner Festspiele, UdK Berlin | Spichernstraße (U9)                    |
| Spittelmarkt                           | Sp     | 52° 30′ 40″ N, 13° 24′ 13″ O | U2           | 1. Okt. 1908  | Tunnel       | Mitte               |                                      | –                                                                 | | Auswärtiges Amt, Gertraudenbrücke, Petriplatz | Spittelmarkt                           |
| Stadtmitte                             | Mi     | 52° 30′ 44″ N, 13° 23′ 22″ O | U2           | 1. Okt. 1908  | Tunnel       | Mitte               |                                      | Eintrag 09095935 in der Berliner Landesdenkmalliste               | 1908–1923: Friedrichstraße 1923–1924: Leipziger Straße 1924–1936: Friedrichstadt (Mohrenstraße) 1936–1970: Stadtmitte (Mohrenstraße)                                                                                        | Gendarmenmarkt, Deutscher Dom, Konzerthaus, Hochschule für Musik Hanns Eisler, Museum für Kommunikation                                                                   | Stadtmitte (U2)                        |
| Stadtmitte                             | Mic    | 52° 30′ 44″ N, 13° 23′ 22″ O | U6           | 30. Jan. 1923 | Tunnel       | Mitte               |                                      | Eintrag 09095935 in der Berliner Landesdenkmalliste               | 1923–1924: Leipziger Straße (unten) 1924–1936: Friedrichstadt (Leipziger Straße) 1936–1992: Stadtmitte (Leipziger Straße) 1961–1990 „Geisterbahnhof“                                                                        | Gendarmenmarkt, Deutscher Dom, Konzerthaus, Hochschule für Musik Hanns Eisler, Museum für Kommunikation                                                                   | Stadtmitte (U6)                        |
| Strausberger Platz                     | Sr     | 52° 31′ 5″ N, 13° 25′ 51″ O  | U5           | 21. Dez. 1930 | Tunnel       | Friedrichshain      |                                      | Eintrag 09085012 in der Berliner Landesdenkmalliste (nur Portale) | | | Strausberger Platz                     |
| Südstern                               | Sü     | 52° 29′ 22″ N, 13° 24′ 28″ O | U7           | 14. Dez. 1924 | Tunnel       | Kreuzberg           |                                      | –                                                                 | 1924–1933: Hasenheide 1933–1939: Kaiser-Friedrich-Platz 1939–1947: Gardepionierplatz | Kirche am Südstern, Klinikum Am Urban | Südstern                               |
| Tempelhof (Südring)                    | Ts     | 52° 28′ 15″ N, 13° 23′ 7″ O  | U6           | 22. Dez. 1929 | Tunnel       | Tempelhof           | S-Bahn                               | Eintrag 09097830 in der Berliner Landesdenkmalliste               | 1962–1992: Tempelhof | Tempelhofer Feld | Tempelhof (Südring)                    |
| Theodor-Heuss-Platz                    | Th     | 52° 30′ 35″ N, 13° 16′ 23″ O | U2           | 29. März 1908 | Tunnel       | Westend             |                                      | Eintrag 09096468 in der Berliner Landesdenkmalliste               | 1908–1933: Reichskanzlerplatz 1933–1945: Adolf-Hitler-Platz 1945–1963: Reichskanzlerplatz | Messegelände, Haus des Rundfunks, rbb-Fernsehzentrum, Theater der Wühlmäuse                                                                                               | Theodor-Heuss-Platz                    |
| Tierpark                               | Tk     | 52° 29′ 47″ N, 13° 31′ 24″ O | U5           | 25. Juni 1973 | Tunnel       | Friedrichsfelde     |                                      | Eintrag in die Berliner Landesdenkmalliste 2023                   | | Tierpark Berlin, Schloss Friedrichsfelde, Splanemann-Siedlung | Tierpark                               |
| Turmstraße                             | Tm     | 52° 31′ 33″ N, 13° 20′ 36″ O | U9           | 28. Aug. 1961 | Tunnel       | Moabit              |                                      | –                                                                 | | Krankenhaus Moabit, Kleiner Tiergarten, Rathaus Tiergarten, Arminius-Markthalle, Heilandskirche, Berliner Kriminalgericht                                                 | Turmstraße                             |
| Uhlandstraße                           | U      | 52° 30′ 9″ N, 13° 19′ 32″ O  | U1           | 12. Okt. 1913 | Tunnel       | Charlottenburg      |                                      | Eintrag 09096282 in der Berliner Landesdenkmalliste               | 1949–1961: Uhlandstraße (Kurfürstendamm) 1957–1961 stillgelegt | | Uhlandstraße                           |
| Ullsteinstraße                         | Ull    | 52° 27′ 14″ N, 13° 23′ 4″ O  | U6           | 28. Feb. 1966 | Tunnel       | Tempelhof           |                                      | –                                                                 | | Hafen Tempelhof, Ullsteinhaus | Ullsteinstraße                         |
| Unter den Linden                       | UDU    | 52° 31′ 1″ N, 13° 23′ 20″ O  | U5           | 4. Dez. 2020  | Tunnel       | Mitte               |                                      | –                                                                 | | Komische Oper, Staatsbibliothek, ZDF-Hauptstadtstudio | Unter den Linden                       |
| Unter den Linden                       | UDO    | 52° 31′ 1″ N, 13° 23′ 20″ O  | U6           | 4. Dez. 2020  | Tunnel       | Mitte               |                                      | –                                                                 | | Komische Oper, Staatsbibliothek, ZDF-Hauptstadtstudio | Unter den Linden                       |
| Viktoria-Luise-Platz                   | V      | 52° 29′ 46″ N, 13° 20′ 34″ O | U4           | 1. Dez. 1910  | Tunnel       | Schöneberg          |                                      | Eintrag 09066709 in der Berliner Landesdenkmalliste               | 1910–1920: Viktoria-Luisen-Platz | Lette-Verein | Viktoria-Luise-Platz                   |
| Vinetastraße                           | VIN    | 52° 33′ 33″ N, 13° 24′ 48″ O | U2           | 1. Juli 1930  | Tunnel       | Pankow              |                                      | –                                                                 | 1930–1993: Pankow (Vinetastraße) | | Vinetastraße                           |
| Voltastraße                            | Vo     | 52° 32′ 32″ N, 13° 23′ 35″ O | U8           | 18. Apr. 1930 | Tunnel       | Gesundbrunnen       |                                      | Eintrag 09030362 in der Berliner Landesdenkmalliste               | | Volkspark Humboldthain | Voltastraße                            |
| Walther-Schreiber-Platz                | Wsg    | 52° 27′ 54″ N, 13° 19′ 54″ O | U9           | 29. Jan. 1971 | Tunnel       | Friedenau           |                                      | –                                                                 | | Forum Steglitz, Schloss-Straßen-Center | Walther-Schreiber-Platz                |
| Warschauer Straße                      | WA     | 52° 30′ 19″ N, 13° 26′ 57″ O | U1 · U3      | 17. Aug. 1902 | Viadukt Plan | Friedrichshain      | S-Bahn                               | Eintrag 09095053 in der Berliner Landesdenkmalliste               | 1902–1995: Warschauer Brücke 1961–1995 stillgelegt Abstellanlage | Uber Arena, Oberbaumbrücke, East Side Gallery | Warschauer Straße                      |
| Weberwiese                             | WR     | 52° 31′ 0″ N, 13° 26′ 42″ O  | U5           | 21. Dez. 1930 | Tunnel       | Friedrichshain      |                                      | –                                                                 | 1930–1950: Memeler Straße 1950–1991: Marchlewskistraße | Kino Kosmos | Weberwiese                             |
| Wedding                                | We     | 52° 32′ 33″ N, 13° 21′ 58″ O | U6           | 8. März 1923  | Tunnel       | Wedding             | S-Bahn                               | –                                                                 | 1923–1972: Bahnhof Wedding | | Wedding                                |
| Weinmeisterstraße                      | W      | 52° 31′ 32″ N, 13° 24′ 18″ O | U8           | 18. Apr. 1930 | Tunnel       | Mitte               |                                      | Eintrag 09080170 in der Berliner Landesdenkmalliste               | 1961–1990 „Geisterbahnhof“ | Alter Jüdischer Friedhof, Hackesche Höfe | Weinmeisterstraße                      |
| Westhafen                              | WF     | 52° 32′ 11″ N, 13° 20′ 38″ O | U9           | 28. Aug. 1961 | Tunnel       | Moabit              | S-Bahn                               | –                                                                 | 1961–1992: Putlitzstraße (Westhafen) | Heizkraftwerk Moabit | Westhafen                              |
| Westphalweg                            | Wl     | 52° 26′ 47″ N, 13° 23′ 8″ O  | U6           | 28. Feb. 1966 | Tunnel       | Mariendorf          |                                      | –                                                                 | | | Westphalweg                            |
| Wilmersdorfer Straße                   | Wd     | 52° 30′ 24″ N, 13° 18′ 24″ O | U7           | 28. Apr. 1978 | Tunnel       | Charlottenburg      | Regionallinie · S-Bahn               | –                                                                 | Übergang Bahnhof Berlin-Charlottenburg | |                                        |
| Wittenau (Wilhelmsruher Damm)          | WIU    | 52° 35′ 45″ N, 13° 20′ 12″ O | U8           | 29. Sep. 1994 | Tunnel       | Wittenau            | S-Bahn                               | –                                                                 | | Volkspark Wittenau | Wittenau                               |
| Wittenbergplatz                        | Wt     | 52° 30′ 7″ N, 13° 20′ 35″ O  | U1 · U2 · U3 | 11. März 1902 | Tunnel       | Schöneberg          |                                      | Eintrag 09066746 in der Berliner Landesdenkmalliste               | 1912 neu errichtet | KaDeWe, Urania, Europa-Center | Wittenbergplatz                        |
| Wuhletal                               | Wh     | 52° 30′ 45″ N, 13° 34′ 30″ O | U5           | 1. Juli 1989  | Damm         | Kaulsdorf           | S-Bahn                               | Eintrag in die Berliner Landesdenkmalliste 2023                   | Bahnsteiggleiches Umsteigen zur S-Bahn | | Wuhletal                               |
| Wutzkyallee                            | Wk     | 52° 25′ 24″ N, 13° 28′ 29″ O | U7           | 2. Jan. 1970  | Tunnel       | Gropiusstadt        |                                      | –                                                                 | | Wohnhochhaus Ideal | Wutzkyallee                            |
| Yorckstraße                            | Y      | 52° 29′ 35″ N, 13° 22′ 15″ O | U7           | 29. Jan. 1971 | Tunnel       | Schöneberg          | S-Bahn                               | –                                                                 | | Yorckbrücken, St.-Matthäus-Kirchhof | Yorckstraße                            |
| Zitadelle                              | Zi     | 52° 32′ 16″ N, 13° 13′ 4″ O  | U7           | 1. Okt. 1984  | Tunnel       | Haselhorst          |                                      | Eintrag 09096870 in der Berliner Landesdenkmalliste               | | Zitadelle Spandau | Zitadelle                              |
| Zoologischer Garten                    | Zo     | 52° 30′ 26″ N, 13° 19′ 57″ O | U2           | 11. März 1902 | Tunnel       | Charlottenburg      | Fernverkehr · Regionallinie · S-Bahn | Eintrag 09040500 in der Berliner Landesdenkmalliste               | | Zoologischer Garten, Theater des Westens, Kino Zoo Palast, Kaiser-Wilhelm-Gedächtniskirche, Museum für Fotografie, Amerika-Haus, Ludwig-Erhard-Haus, Bikini-Haus          | Zoologischer Garten (U2)               |
| Zoologischer Garten                    | Zu     | 52° 30′ 26″ N, 13° 19′ 57″ O | U9           | 28. Aug. 1961 | Tunnel       | Charlottenburg      | Fernverkehr · Regionallinie · S-Bahn | Eintrag 09040500 in der Berliner Landesdenkmalliste               | | Zoologischer Garten, Theater des Westens, Kino Zoo Palast, Kaiser-Wilhelm-Gedächtniskirche, Museum für Fotografie, Amerika-Haus, Ludwig-Erhard-Haus, Bikini-Haus          | Zoologischer Garten (U9)               |
| Zwickauer Damm                         | Zd     | 52° 25′ 24″ N, 13° 29′ 2″ O  | U7           | 2. Jan. 1970  | Tunnel       | Gropiusstadt        |                                      | Eintrag 09097864 in der Berliner Landesdenkmalliste               | | | Zwickauer Damm                         |